# Pneumàtics d'hivern
Els pneumàtics d'hivern són pneumàtics especialment concebuts per a un ús freqüent en regions amb baixes temperatures (inferiors a 7 °C), presència de gel o de neu. Permeten prescindir de les cadenes en cas de transitar sobre neu (ja que amb gel segueix sent recomanable o obligatori l'ús de cadenes), augmentant la seguretat.
L'ús de pneumàtics d'hivern és molt freqüent als països del nord d'Europa, així com a les regions més fredes dels Estats Units, Canadà o Rússia.

## Característiques
Enfront del pneumàtic convencional, els d'hivern estan especialment dissenyats per rodar en condicions d'extrema duresa, baixes temperatures i carreteres plenes de gel o neu. Per això presenten diferències principalment en la zona de rodadura, incorporant un nombre més gran d'arestes, així com laminetes autoblocants, capaces d'augmentar l'adherència en condicions extremes. Igualment els compostos de goma que s'empren en la seva fabricació també són diferents, i de major adherència respecte al pneumàtic d'estiu, ja que aquests perden eficàcia a temperatures de menys de 7 °C.

3PMSF Símbol alpí, pneumàtics de neu.

Atès que el principal objectiu és garantir l'adherència sobre superfícies complicades, els pneumàtics d'hivern compten amb una major profunditat en el dibuix, entorn de dos mil·límetres més. Per això han de ser substituïts quan el seu dibuix sigui inferior als quatre mil·límetres, podent gastar la resta de dibuix fora de temporada.
Els pneumàtics d'hivern porten el marcatge M+S (mud&snow, neu i fang), però no tots els pneumàtics amb el marcatge M+S són pneumàtics de neu. Els pneumàtics de 4x4 i els de camió dels eixos diferencials també tenen aquest marcatge i no per això són pneumàtics de neu. Fins i tot alguns pneumàtics per a totes les estacions (All seasons) tenen aquest marcatge. L'únic marcatge que ens permet reconèixer un pneumàtic de neu és el símbol alpí, un pictograma que representa una muntanya de 3 becs amb un floc de neu. Es coneix com a 3PMSF (Three Peak Mountain Snow Flake).

### Competició
És tan reduïda la utilitat d'aquest tipus de pneumàtic, que fins i tot en competició solament s'usen si són imprescindibles. En el cas que s'usi fora de la neu o del gel, el cotxe adquireix un comportament poc natural i difícil de controlar. El tipus de pneumàtic triat com a solució al problema és el de pluja intensa o tempesta.

## Legislació
A Europa, cada país té la seva pròpia legislació que regula l'ús d'aquests pneumàtics.

### A Espanya
La legislació espanyola contempla els pneumàtics d'hivern com una alternativa vàlida a les cadenes de neu, tal com recull el Reglament General de Vehicles, basat en el Reial decret 2822/1998 del 23 de desembre:
"Quan sigui obligatori o recomanat l'ús de cadenes o altres dispositius antilliscants autoritzats s'haurà de, bé col·locar sobre, almenys, una roda motriu a cada costat del vehicle aquestes cadenes o dispositius antilliscants, bé utilitzar pneumàtics especials, [...]
Si els pneumàtics presentessin claus, com els usats en paviment amb gel, aquests seran de cants arrodonits i no sobresortiran de la superfície més de dos mil·límetres.
Si s'utilitzen pneumàtics especials de neu, aquests aniran marcats amb la inscripció M + S, MS o M & S, i hauran de tenir una capacitat de velocitat, ben igual o superior a la velocitat màxima prevista per al vehicle, bé no inferior a 160 km/h si la velocitat màxima del vehicle és superior a aquesta."

## Pneumàtics amb claus

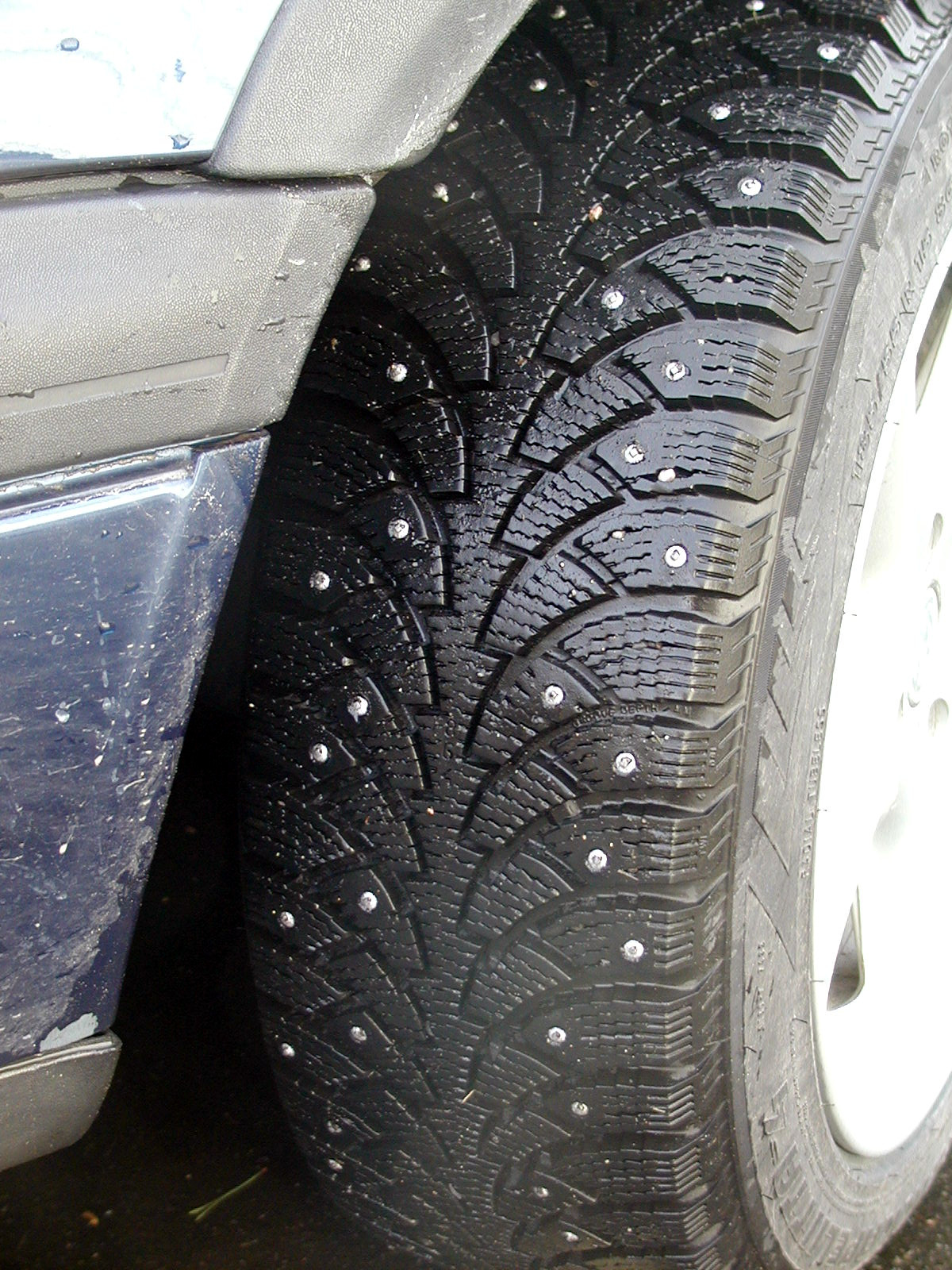
Pneumàtic amb claus.

Els pneumàtics amb claus són una alternativa als pneumàtics d'hivern, encara que el seu ús queda clarament limitat per la legislació. Atès que són un producte molt agressiu, especialment amb l'asfalt, la seva utilització queda limitada a terrenys completament gelats. No tots els països permeten el seu ús; i els que els permeten, solen limitar el seu ús a determinades èpoques de l'any. A Europa, els països alpins com Suïssa, Àustria o Liechtenstein; o països nòrdics com Suècia, Finlàndia o Noruega els permeten. La legislació espanyola els permet encara que contempla que els claus emprats hauran de ser forçosament arrodonits i no sobresortir més de dos mil·límetres de la superfície de la goma del pneumàtic. En el cas del seu ús, el pneumàtic té el codi M+ES.
El seu ús és gairebé residual, principalment pels problemes de muntatge que genera, així com les limitacions d'ús que provoquen que amb prou feines puguin emprar-se de forma continuada.

## Pneumàtics nòrdics
Els pneumàtics nòrdics estan destinats a temperatures per sota de -10 °C i estan fets per conduir per carreteres nevades durant diversos mesos a l'any. Aquest tipus de pneumàtic es caracteritza per tenir un perfil direccional i un gran nombre de laminetes, la qual cosa permet una major adherència en gel.
Els pneumàtics nòrdics són més eficaços que els pneumàtics d'hivern en les carreteres congelades i menys sorollosos que els pneumàtics amb claus.
Aquests pneumàtics, com el seu nom indica, s'utilitzen principalment als països nòrdics i a Rússia.